# Clive Hachilensa
Clive Hachilensa (f. 17 september 1979) är en fotbollsspelare (högerback, högermittfältare) från Zambia, som till vardags spelar för ZESCO United i zambiska högstaligan. Han har även representerat sitt hemland Zambia i bl.a. de afrikanska mästerskapen i fotboll.

## Klubbar
- 2001-2003:  Kabwe Warriors
- 2004:  Green Buffaloes
- 2005:  ZESCO United
- 2006:  Free State Stars
- 2007: / IFK Mariehamn
- 2008:  ZESCO United
- 2008:  Carara Kicks FC
- 2009-:  ZESCO United